# Viridiana de Castelfiorentino
Santa Viridiana (Castelfiorentino, 1182 - Castelfiorentino, 1 de febrero de 1242) fue una religiosa italiana venerada por la Iglesia Católica.

## Biografía
Nació en Castelfiorentino, Toscana en 1182, dentro de una familia noble en decadencia. Desde joven dio muestras de santidad.
Realizó una peregrinación a Santiago de Compostela, prometiendo antes volver. A su regreso le fue construida una ermita en donde permaneció 34 años. Se dice que en una ocasión dos serpientes entraron a su celda pero ella nunca contó lo sucedido pues lo veía como un acto de sacrificio.
Se cree que en 1221 fue visitada por San Francisco de Asís y que su muerte fue anunciada por el sonido de las campanas de Castelfiorentino.